# Михаил Календеров
Михаил Сотиров Календеров е български политик, министър на финансите в правителството на Пенчо Златев.

## Биография
Ражда се през 1887 г. в град Трън. В периода 1904 – 1909 г. завършва средното си образование във Фрибур. След това учи право в Женевския, Лозанския и Фрибурския университет. В периода 1913 – 1930 работи като адвокат в София.
През 1934 година Календеров е сред активните участници в подготовката на Деветнадесетомайския преврат. През 1935 г. става само за седмица министър на правосъдието. През същата година става и министър на финансите в правителството на Пенчо Златев.